# Annemarie Carpendale

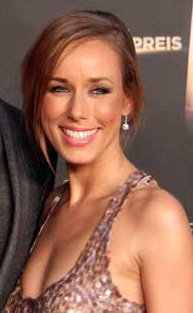
Annemarie Carpendale, 2012

Annemarie Carpendale (* 29. Oktober 1977 in Hannover; geb. Warnkross) ist eine deutsche Fernsehmoderatorin.  Seit 2005 ist sie bei ProSieben tätig und moderiert dort die Magazine taff und red. Sie war von 2000 bis 2005 Tänzerin bei der Band Bellini.

## Leben
Carpendale wurde in Hannover geboren und wuchs in Siegen auf, wo ihre Mutter als Grundschullehrerin tätig war. Sie tanzte im Ballett, spielte Klavier und spielte an verschiedenen Theatern. Während ihrer Schulzeit verbrachte sie ein Jahr an einer amerikanischen Highschool in Phoenix. 1997 legte sie das Abitur am Fürst-Johann-Moritz-Gymnasium in Siegen-Weidenau ab und begann ein Studium der Betriebswirtschaftslehre an der Universität zu Köln. Als junge Erwachsene spielte sie professionell Computerspiele und war im E-Sport aktiv. Hier spielte sie vor allem Quake 3 und erlangte unter ihrem Nicknamen „XS“ einige Erfolge. So wurde sie etwa von SK Gaming für ein reines Frauenteam unter Vertrag genommen.
Von 2000 bis 2005 war sie Tänzerin in der Popgruppe Bellini. Sie hatte während dieser Zeit Komparsenauftritte in verschiedenen Fernsehserien, Shows und im Kinofilm Pura Vida Ibiza. Auch war sie in der News-Redaktion von RTL II tätig und trat nebenberuflich als Foto- und Laufstegmodel auf. 2002 nahm sie an einem Casting bei VIVA teil und kam in die Endauswahl. Ab März 2004 moderierte sie die Charts, ab Mai 2004 war sie als Nachfolgerin von Daisy Dee für das Format Club Rotation im Einsatz.
Seit März 2005 moderiert sie die Sendung taff auf ProSieben, zunächst zusammen mit Stefan Gödde, seit März 2009 mit Daniel Aminati. Seit November 2008 moderiert sie außerdem das wöchentliche Star- und Lifestyle-Magazin red! Stars, Lifestyle & More. Seit 2007 präsentierte sie zusammen mit Steven Gätjen die ProSieben-Berichterstattung zur Oscar-Preisverleihung, in deren Rahmen taff und red! jährlich von Los Angeles aus gesendet werden. Nach Gätjens Weggang von ProSieben wurde sie 2016 von taff-Moderatorin Viviane Geppert begleitet. Von 2016 bis 2018 moderierte sie die „Dating-Show“ Kiss Bang Love.
Bei der zehnten Staffel der ProSieben- und Sat.1-Castingshow The Voice of Germany trat Carpendale als Vertretung für Lena Gercke neben Thore Schölermann auf.
In der fünften Staffel der ProSieben-Sendung The Masked Singer schaffte es Carpendale als „Der Teddy“ bis ins Halbfinale und schied als Sechstplatzierte aus.

## Privates

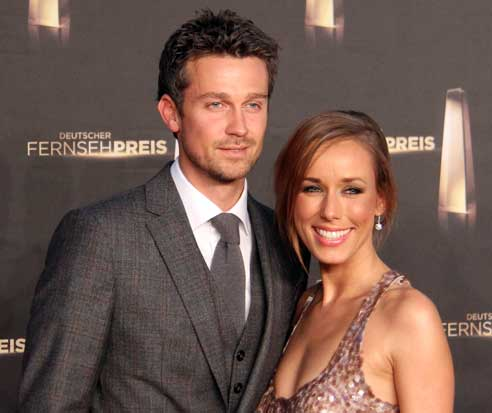
Wayne und Annemarie Carpendale beim Deutschen Fernsehpreis 2012

Carpendale war von 2002 bis 2004 mit Oliver Pocher liiert. Am 28. September 2013 heiratete sie auf Ibiza den Schauspieler Wayne Carpendale (Sohn von Howard Carpendale), mit dem sie ab November 2007 liiert und ab Dezember 2011 verlobt war. Im Mai 2018 kam ihr gemeinsamer Sohn zur Welt.

## Engagement
Seit 2017 ist Annemarie Carpendale Schirmherrin des Ronald McDonald Hauses in München-Großhadern.

## Filmografie

### Filme
- 2004: Pura Vida Ibiza
- 2011: Männerherzen … und die ganz ganz große Liebe

### Folgen/Serien
- 1999: Kinderquatsch mit Michael (1 Folge)
- 2004: Interaktiv (3 Folgen)
- 2004: Weck Up (1 Folge)
- 2005: Die 100 nervigsten … (1 Folge)
- 2006: Extreme Activity (2 Folgen)
- 2006: Quiz Taxi (1 Folge)
- 2008: Promi ärgere dich nicht! (1 Folge)
- seit 2011: Sat.1-Frühstücksfernsehen (regelmäßig)
- 2012: Der Landarzt (1 Folge)
- 2012: Markus Lanz (1 Folge)
- 2014: Die Garmisch-Cops (1 Folge)
- 2018: Pastewka (1 Folge)
- 2018: Endlich Feierabend! (1 Folge)
- seit 2019: Joko und Klaas gegen ProSieben (mehrfach)
- 2021: The Masked Singer als der Teddy (5 Folgen)
- 2022: The Masked Dancer als Rategast in Show 3
- 2022: MASK OFF (Joyn)
- 2022: Das Traumschiff (1 Folge)

### Moderation
- 2004–2005: VIVA Club Rotation (VIVA)
- seit 2005: taff (ProSieben)
- 2007: Bravo Supershow
- seit 2007: Oscars (ProSieben)
- 2008–2023: red! Stars, Lifestyle & More (ProSieben)
- 2011: VIPictures by red! (ProSieben)
- 2012: VIPictures Hollywood (ProSieben)
- 2016–2018: Kiss Bang Love (ProSieben)[14]
- 2016: Ran an den Mann, 2 Staffeln (Sat.1, zusammen mit Wayne Carpendale)[15]
- 2017: It’s Showtime! Das Battle der Besten, 6 Folgen in 1 Staffel (Sat.1)[16]
- 2020: The Voice of Germany
- 2021: How Fake Is Your Love?
- 2023: Der Heiratsmarkt

## Diskografie

### Singles (mit Bellini)
| Jahr | Titel Album     | Höchstplatzierung, Gesamtwochen, AuszeichnungChartplatzierungen (Jahr, Titel, Album, Platzierungen, Wochen, Auszeichnungen, Anmerkungen) | Höchstplatzierung, Gesamtwochen, AuszeichnungChartplatzierungen (Jahr, Titel, Album, Platzierungen, Wochen, Auszeichnungen, Anmerkungen) | Höchstplatzierung, Gesamtwochen, AuszeichnungChartplatzierungen (Jahr, Titel, Album, Platzierungen, Wochen, Auszeichnungen, Anmerkungen) | Anmerkungen                              |
| Jahr | Titel Album     | DE | AT | CH | Anmerkungen                              |
| ---- | --------------- | --- | --- | --- | ---------------------------------------- |
| 2001 | Brazil Festival | DE71 (1 Wo.)DE | — | CH79 (4 Wo.)CH | Erstveröffentlichung: 13. September 2001 |
| 2004 | Tutti Frutti –  | — | — | CH78 (2 Wo.)CH | Erstveröffentlichung: 6. Februar 2004    |